# Callicosta longicaulis
Callicosta longicaulis là một loài rêu trong họ Daltoniaceae. Loài này được Broth. Crosby mô tả khoa học đầu tiên năm 1978.